# Panjange
Panjange là một chi nhện trong họ Pholcidae.

## Các loài
Các loài trong chi này gồm:
- Panjange alba Deeleman-Reinhold & Deeleman, 1983
- Panjange cavicola Deeleman-Reinhold & Deeleman, 1983
- Panjange lanthana Deeleman-Reinhold & Deeleman, 1983
- Panjange mirabilis Deeleman-Reinhold, 1986
- Panjange nigrifrons Deeleman-Reinhold & Deeleman, 1983
- Panjange sedgwicki Deeleman-Reinhold & Platnick, 1986